# Імерсійні сплави
Імерсійні сплави – спеціальні сплави, що служать імерсійними середовищами при визначенні показників заломлення кристалів і мінералів імерсійним методом. 
Найчастіше застосовують сплави піридину з йодитами арсену й стибію, сплави сірки із селеном, сплави селену із селенистим арсеном. 